# 小行星1710
小行星1710（1710 Gothard）是一颗绕太阳运转的小行星，为主小行星带小行星。该小行星于1941年10月发现。
該小行星以匈牙利業餘天文學家哥特·傑諾（Gothard Jenõ）命名。

## 轨道参数
小行星1710的轨道半长轴为2.3211657 UA，离心率为0.268。